# Kimberley Le Court
Mary Patricia Kimberley Le Court de Billot (Curepipe, 23 marzo 1996) è una ciclista su strada e mountain biker mauriziana che corre per il team AG Insurance-Soudal.
Attiva su strada in formazioni UCI dal 2015, nello stesso anno ha vinto il titolo in linea ai Giochi panafricani; dopo alcune medaglie ai campionati africani su strada, nel 2024 ha vinto una tappa al Giro d'Italia e nel 2025 la Liegi-Bastogne-Liegi. È la prima ciclista mauriziana a correre nel World Tour.

## Palmarès

### Strada
- 2015 (Matrix Fitness, una vittoria)

Giochi panafricani, Prova in linea
- 2016 (Bizkaia–Durango, una vittoria)

Campionati mauriziani, Prova in linea
- 2019 (una vittoria)

Campionati mauriziani, Prova in linea
- 2024 (AG Insurance-Soudal, tre vittorie)

Campionati mauriziani, Prova a cronometro
Campionati mauriziani, Prova in linea
8ª tappa Giro d'Italia (Pescara > L'Aquila)
- 2025 (AG Insurance-Soudal, due vittorie)

Liegi-Bastogne-Liegi
5ª tappa Tour de France (Chasseneuil-du-Poitou > Guéret)

#### Altri successi
- 2022 (una vittoria)

Campionati africani, Staffetta mista
- 2023 (due vittorie)

Campionati africani, Prova a cronometro a squadre
Campionati africani, Staffetta mista

### Mountain bike
- 2019 (una vittoria)[3]

Giochi panafricani, Cross country
- 2022 (quattro vittorie)[3]

Campionati mauriziani, Cross country
Campionati mauriziani, Cross country marathon
Classifica generale Cape Pioneer Trek, Cross country marathon (con Theresa Ralph)
- 2023 (quattro vittorie)[3]

Classifica generale Cape Epic, Cross country marathon (con Vera Looser)
Campionati mauriziani, Cross country marathon
Classifica generale Swiss Epic, Cross country marathon (con Vera Looser)
Classifica generale Cape Pioneer Trek, Cross country marathon (con Samantha Sanders)

## Piazzamenti

### Grandi Giri
- Giro d'Italia

2016: ritirata (2ª tappa)
2024: 18ª
- Tour de France

2024: 36ª

### Competizioni mondiali
- Campionati del mondo su strada

Ponferrada 2014 - Cronometro Junior: 46ª
Ponferrada 2014 - In linea Junior: 71ª
Glasgow 2023 - Staffetta mista: 16ª
Glasgow 2023 - In linea Elite: 64ª
- Campionati del mondo di mountain bike[3]

Pietermaritzburg 2013 - Cross country Junior: 29ª
- Campionati del mondo di marathon[3]

Glasgow 2023 - Elite: 10ª
- Giochi olimpici

Parigi 2024 - In linea: ritirata